# Miroslav Musil
Miroslav Musil (ur. 5 kwietnia 1950) – czechosłowacki zapaśnik walczący w stylu wolnym. Olimpijczyk z Monachium 1972, gdzie odpadł w eliminacjach turnieju w kategorii 74 kg
Piąty na mistrzostwach Europy w 1972. Mistrz kraju, w latach 1973 i 1974.
- Turniej w Monachium 1972

Pokonał Brytyjczyka Tony Shacklady’ego i Argentyńczyka Nestora Gonzáleza, a przegrał z Wayne’em Wellsem z USA i Janem Karlssonem ze Szwecji.